# Ciudad Sahagun
Ciudad Sahagun är en ort i Mexiko.   Den ligger i kommunen Tepeapulco och delstaten Hidalgo, i den sydöstra delen av landet, 70 km nordost om huvudstaden Mexico City. Ciudad Sahagun ligger 2 455 meter över havet och antalet invånare är 28 647.
Terrängen runt Ciudad Sahagun är kuperad österut, men västerut är den platt. Runt Ciudad Sahagun är det ganska tätbefolkat, med 155 invånare per kvadratkilometer. Ciudad Sahagun är det största samhället i trakten. Trakten runt Ciudad Sahagun består till största delen av jordbruksmark.